# Juan Eduardo Cirlot
Juan-Eduardo Cirlot Laporta (Barcelona, 9 de abril de 1916 - 11 de mayo de 1973) fue un poeta, crítico de arte, mitólogo, iconógrafo y músico español.

## Biografía
Hijo de Juan Cirlot y María Laporta, estudió bachillerato con los jesuitas de Barcelona y trabajó en una agencia de aduanas y en el Banco Hispanoamericano. En 1937 fue movilizado para luchar por la República; a comienzos de 1940, tras la guerra civil, fue movilizado otra vez, pero por el ejército franquista. Estuvo en Zaragoza hasta 1943; allí frecuentó el círculo intelectual y artístico de la ciudad y se relacionó con el pintor Alfonso Buñuel (hermano de Luis Buñuel). En el verano del 43 regresa a Barcelona para trabajar en el Banco Hispanoamericano y conoce al novelista Benítez de Castro, quien le introduce en el periodismo como crítico de arte. Trabaja en la librería editorial Argos. Compone música y trata a los artistas del grupo Dau al Set (Modest Cuixart, Antoni Tàpies, Joan-Josep Tharrats, Arnau Puig, Joan Brossa). En 1949 colabora en Dau al set (revista). En octubre viaja a París y conoce a André Breton. Se edita Igor Stravinsky, su primer ensayo. En 1951 empieza a trabajar en la editorial Gustavo Gili, donde permanecerá hasta su muerte. Compone una novela, Nebiros, que no superó la censura en 1951. Cuando Cirlot destruyó su archivo anterior a 1958, dejó esta novela incólume, que fue publicada póstumamente en 2016 por Ediciones Siruela.
Entre 1949 y 1954 conoce y trata al etnólogo y musicólogo alemán Marius Schneider en Barcelona. Trabaja con José Gudiol Ricart. En 1954 aparece El ojo en la mitología. Su simbolismo. Entra a formar parte de la Academia del Faro de San Cristóbal. En el año 1958 empieza a escribir colaboraciones en las revistas Goya y Papeles de Son Armadans, y aparece su obra más famosa, el Diccionario de símbolos tradicionales, en la editorial Luis Miracle; obra que alcanzará difusión internacional. Siguen unos años de intensa actividad como crítico y conferenciante. En 1962 se publica en inglés su diccionario con el título A Dictionary of Symbols con prólogo de Herbert Read. En 1966 vio la película El señor de la guerra de Franklin J. Schaffner. 
En 1971 enferma de cáncer de páncreas, es operado y el 11 de mayo de 1973 muere en su casa de la calle Herzegovina de Barcelona. Fue padre de la historiadora del arte Lourdes Cirlot (n. 1949) y de la medievalista Victoria Cirlot (n. 1955).

## Análisis
Cirlot se adscribió al filo de los cuarenta a la escuela surrealista francesa y al dadaísmo, para asumir luego una tradición espiritualista de muy lejanos horizontes (la Cábala, el sufismo y los estudios orientales) de anhelo universal. De ahí proviene su interés por la simbología, que informará toda su actividad literaria y su importante labor como crítico de arte.[cita requerida] Hizo importantes estudios sobre simbología y hermenéutica medieval, reunió una importante colección de espadas y su copiosa y variada producción poética —más de cincuenta libros— se mantuvo alejada e independiente de las corrientes que dominaron la poesía de posguerra a causa de su oscuridad y hermetismo; últimamente, sin embargo, su figura no cesa de revalorizarse a través de continuas revisiones, reediciones, apariciones de obras inéditas y homenajes. Lo más conocido en su obra es la fase de su evolución poética centrada en la actriz Rosemary Forsyth, que encarna a Bronwyn en la película El señor de la guerra (1965) de Franklin J. Schaffner e inspiró la fase permutacional de su poesía. Según Ángel Luis Prieto de Paula, su poesía surrealista era "generada mediante letanías, combinaciones y permutaciones. Como en la música atonal, tan influyente en él, en su serie no hay un orden dominante: no en vano era admirador de Schönberg, y compositor de música en su juventud".
Cirlot cultivó también el aforismo en su libro Del no mundo (1969), donde puede rastrearse su pensamiento hasta las fuentes de Nietzsche y Lao Tse; él se definía como nihilista. En 1986 se publicó el inédito El mundo del objeto a la luz del surrealismo, que, escrito en 1953, se adelanta a las corrientes conceptuales de las últimas décadas y que sigue siendo referencia esencial para profesores y estudiosos del universo del objeto artístico. En 1988 aparece 88 sueños, colección completa de los sueños transcritos por Cirlot publicada parcialmente en la revista catalana Dau al Set y anclada al surrealismo. 
Como erudito es conocido por su Diccionario de símbolos.[cita requerida]
En octubre de 2009, su hija Victoria Cirlot dio el archivo personal del artista al fondo documental del Museo Nacional de Arte de Cataluña para su estudio y análisis. Fue depositado por sus hijas, Lourdes y Victoria Cirlot. Reúne documentación relacionada con su proceso de trabajo, notas y reflexiones sobre literatura y arte, su correspondencia, originales de sus poemas, material sobre teoría estética y publicaciones. El Archivo Cirlot abarca los años comprendidos entre 1958 y 1972 y, aporta una valiosa información sobre la personalidad de este intelectual.

## Obras

### Poemarios
- Pájaros tristes y otros poemas a Pilar Bayona (1942)
- Canto de la Vida muerta (1946)
- Donde las lilas crecen (1946)
- Cuarto canto de la vida muerta y otros fragmentos (1961)
- Regina tenebrarum (1966)
- Bronwyn (1967)
- Cosmogonía (1969)
- Orfeo (1970)
- 44 sonetos de amor (1971)
- Variaciones fonovisuales (1996)
- En la llama. Poesía (1943-1959) (2005)

### Ensayos
- Diccionario de los ismos (1949)
- Ferias y atracciones (1950).
- El arte de Gaudí (1950)
- La pintura abstracta (1951)
- El estilo del siglo XX (1952)
- Introducción al surrealismo (1953)
- El mundo del objeto a la luz del surrealismo (1953)
- El Ojo en la Mitología: su simbolismo (1954). Reeditado por Huerga & Fierro editores, en 1992 y en 1999.
- Del expresionismo abstracto a la abstracción (1955)
- La pintura surrealista (1955)
- Cubismo y figuración (1957)
- El arte otro (1957)
- Significaciones de la pintura de Tàpies (1962)
- Nuevas tendencias pictóricas (1965)
- El espíritu abstracto desde la prehistoria a la Edad Media (1965)
- Diccionario de símbolos (1968)
- Del no mundo : Aforismos (1969)
- 88 sueños; Los sentimientos imaginarios y otros artículos (1988)
- Confidencias literarias (1996). Huerga & Fierro editores.

### Novela
- Nebiros, inédita a causa de la censura, publicada póstuma en 2016.